# هتل برج لئوناردو
هتل برج لئوناردو (به لاتین: Leonardo City Tower Hotel) یک ساختمان در اسرائیل است که در رمت گن واقع شده‌است.